# Lepanthes aquila-borussiae
Lepanthes aquila-borussiae es una especie de orquídea epífita originaria de Colombia.

## Descripción
Es una orquídea de tamaño diminuto, con hábitos de epífita con erectos ramicaules delgados envueltos por 6-8 fundas lepantiformes largo ciliadas y llevando una sola hoja, erecta, densamente coriácea, estrechamente ovadas agudas  de base peciolada. Florece en la primavera después de una inflorescencia erecta, congestionada, dística de 1 a 1,5 cm  de largo incluyendo el pedúnculo de 0,5-1 cm de largo, con sucesivamente pocas a muchas inflorescencias con flores con brácteas florales equinadas.

## Distribución y hábitat
Se encuentra en Santander y Norte de Santander Colombia en elevaciones de 2.550 a 3.150 metros.

## Taxonomía
Lepanthes aquila-borussiae fue descrita por Heinrich Gustav Reichenbach y publicado en Bonplandia (Corrientes) 2: 22. 1854.
Etimología
Ver: Lepanthes